# قمبوان
قُمبَوان یا کُمبُون روستایی در بخش مرکزی شهرستان دهاقان در استان اصفهان ایران است.
این روستا در شهرستان دهاقان جای گرفته‌است. در لفظ محلی این بخش کمبون شناخته می‌شود.
واژه کمبون به چم کومه در باغ می‌باشد که نشان دهندهٔ شیوه زندگی نخستین مردمانی که در آنجا یکجانشین شده‌اند نیز هست، آنها دامدارانی بودند که در کنار گودال‌های آب کومه‌هایی ساختند و سپس به کشاورزی و باغ داری روی آوردند
در زبان سانسکریت کم به چم گودال آب یا چاله می‌باشد. پس از استیلای اعراب واژه کمبوان معرب شده و در نوشتار به قمبوان دگرگون گشته‌است. بدین روی می‌توان پیشینه آن را به دوران باستان و پیش از اسلام نسبت داد.
در گذشته‌های دور کمبوان به ریخت یک باغ روستا بوده‌است که با به کارگیری کاریزها آبیاری می‌شده و سپس با ساختن برج ها (قلعه‌ها) بافت کانونی میانی آن برساخته شده‌است.

## جمعیت و مردم
بر پایه سرشماری سال ۱۳۸۵، جمعیت این روستا ۱۸۵۰ نفر (۵۴۸ خانوار) بوده‌است. اما در آخرین سرشماری انجام گرفته (۱۳۹۵) این سکونتگاه مرکزی دارای ۱۶۲۳ نفر جمعیت (۸۱۴ مرد و ۸۰۹ زن) در قالب ۵۵۷ خانوار می‌باشد. در گذشته جمعیت روستا به بیش از پنج هزار نفر می‌رسیده ولی نرخ مهاجرت بسیار بالا و از بین رفتن آب‌های سطحی کاهش آن را در پی داشته‌است.
مردم کمبوان همه فارس‌زبان هستند و با گویش مناطق غربی اصفهان سخن می‌گویند. این روستا دارای بافت نژادی و فرهنگی ویژه‌ای است و از گذشته پرورش‌دهنده فرهیختگان و دلیران بوده‌است.
آیین‌ها و جشن‌های باستانی همواره با شکوه در قمبوان برگزار می‌گردند. از جمله شنبه‌بدر که بازمانده جشن نوروز بزرگ یا آبپاشان می‌باشد که در خرداد روز از فروردین برگزار می‌شده ولی با تغییر تقویم به نخستین شنبه نوروز افتاده.
پوشش محلی مردان:کلاه سیاه نمدی مانند کلاه مادها در سنگ نگاره‌های تخت جمشید، پیراهن بدون یقه، جلیقه، شلوار سیاه پاچه گشاد که به آن تمون می‌گویند، کلچه (شنل نمدی زمستانه) و گیوه ملکی که همهٔ این لباس‌ها در گذشته در روستا تولید می‌شده.
پوشش محلی زنان:چارقد سفید، پیراهن بلند، پاکش (شلوار زنانه)

## معماری و موقعیت
شکل‌گیری اولیه روستا پیرو وجود آب و جهت جریان آب بوده‌است و معماری شکل پراکنده داشته سپس به روستایی قلعه مانند و با بافت متمرکز تبدیل گشته‌است که از طریق دروازه‌هایی ورود و خروج به آن کنترل می‌شده‌است و در زمان‌های نا امنی برج‌های دیده‌بانی نقش مؤثری در حفظ امنیت ده داشته‌است. شیوه مهرازی بافت دیرین کمبوان به صورت ترکیبی از شیوه‌های سرزمین‌های بیابانی و کوهستانی است و در گذشته بناها از خشت و گل و گاهی با بکارگیری سنگ در پایه‌ها ساخته می‌شده‌است. بافت نوین روستا نیز آجری است.
این روستا در ۲۵ کیلومتری باختر شهرضا قرار گرفته و دارای آب و هوای معتدل است.
اولین مدرسه این روستا در سال ۱۳۰۴ با نام ناصر خسرو (قدس فعلی) تأسیس گردیده‌است.
قمبوان واقع در ۲۵ هزار گزی شمال باختر شهرضا متصل به راه شهرضا به قمبوان. موقع جغرافیایی آن جلگه و هوای آن معتدل است.

## رودخانه، چشمه و قنات
رودخانه شور و رودخانه کیلچی از دو سوی روستای کمبون می‌گذرند. قنات کی ریز دیرین‌ترین قنات این پهنه می‌باشد که بقایای آن موجود است. و قنات عشق آباد، قنات دشت دار، قنات حج میرزا علی، قنات ده زیر (نام باستانی آن دیجیر)، قنات شوری کشتزارهای کمبون را تر می‌کرده‌اند که هم‌اکنون به جز اشک آباد به شوند برداشت آب از چاه‌های ناروای بالادست بی آب گشته‌اند. همچنین قنات‌های عباس‌آباد، قلعه میرزا، نواب و … کشتزارهای پیرامون کمبون را آبیاری می‌کنند. چشمه‌های یالانچی، دروغ زنی و لاشور در نزدیکی آبادی می‌جوشیده‌اند.

## آثار باستانی
درهای سنگی باغ‌های کمبوان که همانندشان در تیران و باغ‌های تپهٔ آریایی‌ها در خوانسار نیز وجود دارد بسیار دیرین هستند. برخی پژوهشگران پیشینه این درها را متعلق به دوران پیشاآریاییان و زمان سلطهٔ آشوریان بر قبایل ایران پیش از متحد شدن روستاهای قبایل ماد و نابودی آشور بدست ایشان.
مسجد جامع قمبوان (مسجد آبی) مربوط به دورهٔ صفویه می‌باشد و قدیمی‌ترین تاریخی که بر روی دیوار آن نوشته شده مربوط به سال ۱۰۰۶ است. کتیبه‌ای در محراب آن وجود دارد که هنوز خوانده نشده‌است.
کتیبه‌ای در کمبون به زبان عبری یافت شده‌است که نشان دهندهٔ حضور جهود در زمان گذشته در کمبون بوده‌است.
همچنین یکی از مهم‌ترین آثار تاریخی قمبوان را می‌توان مسجد شبستان دانست که حدود ۲۰۰ سال قدمت دارد.
کاروانسرای قدیمی قمبوان را نیز می‌توان جزو آثار تاریخی قمبوان به حساب آورد.
آسیاب‌های آبی قمبوان که گندم و جو را برایشان به آرد بدل می‌ساخته‌است.
عصار خانهٔ قمبوان که در زمان صفویه راه اندازی شده‌است و با اسب سنگ‌های عصاری بزرگ در آن برای گرفتن روغن از دانه‌ها چرخانده می‌شده‌است.
برج‌های زیادی در دوره‌های گوناگون بخصوص صفویه در کمبون ساخته شده‌است که برای دیده‌بانی و کشاورزی بکار گرفته می‌شده و هم‌اکنون برخی‌شان برپا هستند.
بنای چهل دختران امامزاده سید محمد باقر
حمام‌های تاریخی کمبون